# O Let's Do It
«O Let's Do It» — перший сингл з дебютного студійного альбому Flockaveli американського репера Waka Flocka Flame. Продюсер треку: L-Don Beatz.

## Список пісень
Цифровий сингл
| #  | Назва           | Автор                  | Продюсер    | Тривалість |
| -- | --------------- | ---------------------- | ----------- | ---------- |
| 1. | «O Let's Do It» | Х. Мелфарс, Д. Вінтерс | L-Don Beatz | 4:12       |

CD-сингл
| #  | Назва                              | Автор                  | Продюсер    | Тривалість |
| -- | ---------------------------------- | ---------------------- | ----------- | ---------- |
| 1. | «O Let's Do It» (clean version)    | Х. Мелфарс, Д. Вінтерс | L-Don Beatz | 4:13       |
| 2. | «O Let's Do It» (explicit version) | Х. Мелфарс, Д. Вінтерс | L-Don Beatz | 4:12       |

Ремікс
| #  | Назва                                                             | Автор                                                  | Продюсер    | Тривалість |
| -- | ----------------------------------------------------------------- | ------------------------------------------------------ | ----------- | ---------- |
| 1. | «O Let's Do It» (Remix) (з участю Diddy, Rick Ross та Gucci Mane) | Х. Мелфарс, Ш. Комбс, В. Робертс, Р. Девіс, Д. Вінтерс | L-Don Beatz | 4:41       |

## Ремікси
У записі офіційного реміксу взяли участь Diddy, Рік Росс та Gucci Mane. На нього існує відеокліп, в якому знялися Diddy й Рік Росс. Куплет Gucci Mane вирізано, оскільки на той час він відбував тюремний строк. До іншого реміксу зробили внесок Trae, Ludacris, Lil Wayne, Рік Росс і Twista.
Багато реперів використали інструментал для своїх композицій і помістили їх на свої мікстейпи (Lil Wayne — на No Ceilings, Ludacris — на The Conjure Mixtape: A Hustler's Spirit, Young Jeezy — на 1,000 Grams Vol. 1, Fabolous — на There Is No Competition 2 (The Funeral Service), Rock City — на P.T.F.A.O. (Empire Strikes Back) [на релізі трек має назву «Let's Do That»]).
У мережу також потрапив куплет Lil' Kim, що мав увійти до досі невиданого жіночого реміксу пісні. Репер Brisco записав свій фрістайл на інструментал композиції, в якому він робить словесні випади на адресу Waka Flocka.

## Чартові позиції
У тиждень 27 лютого «O Let's Do It» дебютував на 95-ій сходинці чарту Billboard Hot 100. Згодом окремок піднявся на 62-ге місце.
| Чарт (2010)           | Найвища позиція |
| --------------------- | --------------- |
| Billboard Hot 100     | 62              |
| Hot Rap Songs         | 7               |
| Hot R&B/Hip-Hop Songs | 12              |